# Podarcis raffonei
Podarcis raffonei – gatunek gada z rodziny jaszczurek właściwych (Lacertidae).

## Występowanie
Gatunek endemiczny we Włoszech. Występuje jedynie na Wyspach Liparyjskich. Preferuje zarośla oraz tereny skaliste.

## Systematyka
Wyróżnia się dwa podgatunki, które zamieszkują:
- Podarcis raffonei raffonei (Mertens, 1952) – Strombolicchio
- Podarcis raffonei alvearioi (Mertens, 1955) – Filicudi i Scoglio Faraglione

Niektórzy autorzy populację ze Scoglio Faraglione zaliczają do trzeciego podgatunku – Podarcis raffonei antoninoi (Mertens, 1955).

## Charakterystyka
Ma brązowy grzbiet, co odróżnia go od Podarcis siculus.

## Status
W Czerwonej księdze gatunków zagrożonych Międzynarodowej Unii Ochrony Przyrody (IUCN) Podarcis raffonei od 2024 roku jest klasyfikowany jako gatunek zagrożony (EN, ang. Endangered); wcześniej, od 2006 roku uznawano go za gatunek krytycznie zagrożony (CR, ang. Critically Endangered). Główną przyczyną zmniejszającej się populacji tego gatunku jest przejmowanie jego siedlisk przez introdukowany gatunek Podarcis siculus. Ponadto turystyka również przyczynia się do utraty ich siedlisk.